# Густаво Вадженін
Густаво Вадженін (порт. Gustavo Vagenin, нар. 14 листопада 1991, Сан-Паулу) — бразильський футболіст, нападник іранського клубу «Трактор Сазі».
Виступав, зокрема, за клуб «Салернітана».
Володар Кубка Румунії.

## Ігрова кар'єра
У дорослому футболі дебютував 2011 року виступами за команду «Греміо Аудакс». 
Своєю грою за цю команду привернув увагу представників тренерського штабу клубу «Салернітана», до складу якого приєднався 2011 року. Відіграв за команду з Салерно наступні три сезони своєї ігрової кар'єри. Більшість часу, проведеного у складі «Салернітани», був основним гравцем атакувальної ланки команди.
Згодом з 2014 по 2022 рік грав у складі команд «Новара», «Лечче», «Мессіна», «КС Університатя», «Ляонін Хувін» та «Аджман».
До складу клубу «Трактор Сазі» приєднався 2022 року. 

## Статистика виступів

### Статистика клубних виступів
| Сезон                       | Команда                     | Чемпіонат                   | Чемпіонат | Чемпіонат | Національний кубок | Національний кубок | Національний кубок | Континентальні кубки | Континентальні кубки | Континентальні кубки | Інші змагання | Інші змагання | Інші змагання | Усього | Усього |
| Сезон                       | Команда                     | Ліга                        | Ігор      | Голів     | Ліга               | Ігор               | Голів              | Ліга                 | Ігор                 | Голів                | Ліга          | Ігор          | Голів         | Ігор   | Голів  |
| --------------------------- | --------------------------- | --------------------------- | --------- | --------- | ------------------ | ------------------ | ------------------ | -------------------- | -------------------- | -------------------- | ------------- | ------------- | ------------- | ------ | ------ |
| 2011–12                     | «Салернітана»               | D                           | 16+3      | 4+1       | CI-D               | 0                  | 0                  | -                    | -                    | -                    | -             | -             | -             | 19     | 5      |
| 2012–13                     | «Салернітана»               | 2D                          | 28        | 6         | CI-LP              | 2                  | 0                  | -                    | -                    | -                    | SL-2D         | 2             | 1             | 32     | 7      |
| 2013–14                     | «Салернітана»               | 1D                          | 24+1      | 6         | КІ+CI-LP           | 1+6                | 0+1                | -                    | -                    | -                    | -             | -             | -             | 32     | 7      |
| Усього за «Салернітана»     | Усього за «Салернітана»     | Усього за «Салернітана»     | 68+4      | 16+1      |                    | 9                  | 1                  |                      | -                    | -                    |               | 2             | 1             | 83     | 19     |
| 2014-січ. 2015              | «Новара»                    | LP                          | 15        | 1         | КІ+CI-LP           | 1+1                | 0                  | -                    | -                    | -                    | -             | -             | -             | 17     | 1      |
| січ.-черв. 2015             | «Лечче»                     | LP                          | 13        | 1         | КІ+CI-LP           | -                  | -                  | -                    | -                    | -                    | -             | -             | -             | 13     | 1      |
| 2015–16                     | «Мессіна»                   | LP                          | 26        | 8         | -                  | -                  | -                  | -                    | -                    | -                    | -             | -             | -             | 26     | 8      |
| 2016–17                     | «КС Університатя»           | ЧР                          | 16+9      | 3+2       | КР+КРЛ             | 5+1                | 0                  | -                    | -                    | -                    | -             | -             | -             | 31     | 5      |
| 2017–18                     | «КС Університатя»           | ЧР                          | 25+7      | 11        | КР                 | 5                  | 3                  | ЛЄ                   | 2                    | 0                    | -             | -             | -             | 39     | 14     |
| Усього за «КС Університатя» | Усього за «КС Університатя» | Усього за «КС Університатя» | 41+16     | 14+2      |                    | 11                 | 3                  |                      | 2                    | 0                    |               | -             | -             | 70     | 19     |
| Усього за кар'єру           | Усього за кар'єру           | Усього за кар'єру           | 183       | 43        |                    | 22                 | 4                  |                      | 2                    | 0                    |               | 2             | 1             | 209    | 48     |

## Титули і досягнення
- Володар Кубка Румунії (1):

«Університатя» (Крайова): 2017-2018
- Володар Суперкубка Румунії (1):

«Університатя» (Крайова): 2021